# Flughafen Niamey

i7
i11
i13
Der Flughafen Niamey (französisch Aéroport International Diori Hamani de Niamey; IATA-Code: NIM, ICAO-Code: DRRN) ist der internationale Flughafen von Niamey und der größte Flughafen Nigers. Die zivilen Bereiche befinden sich auf der Südseite des Flugfeldes.
Auf der Nordseite befindet sich der militärische Bereich Base aérienne 101 Niamey. Der Militärflugplatz dient auch ausländischen Streitkräften als Basis, er ist insbesondere für die französischen Luftstreitkräfte eine wichtige Einsatz- und Nachschubbasis.

## Lage und Verkehrsanbindung

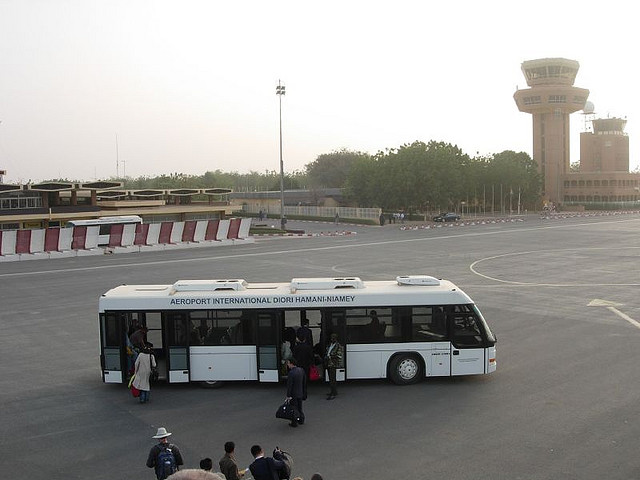
Flughafenbus am Flughafen Niamey (2013)

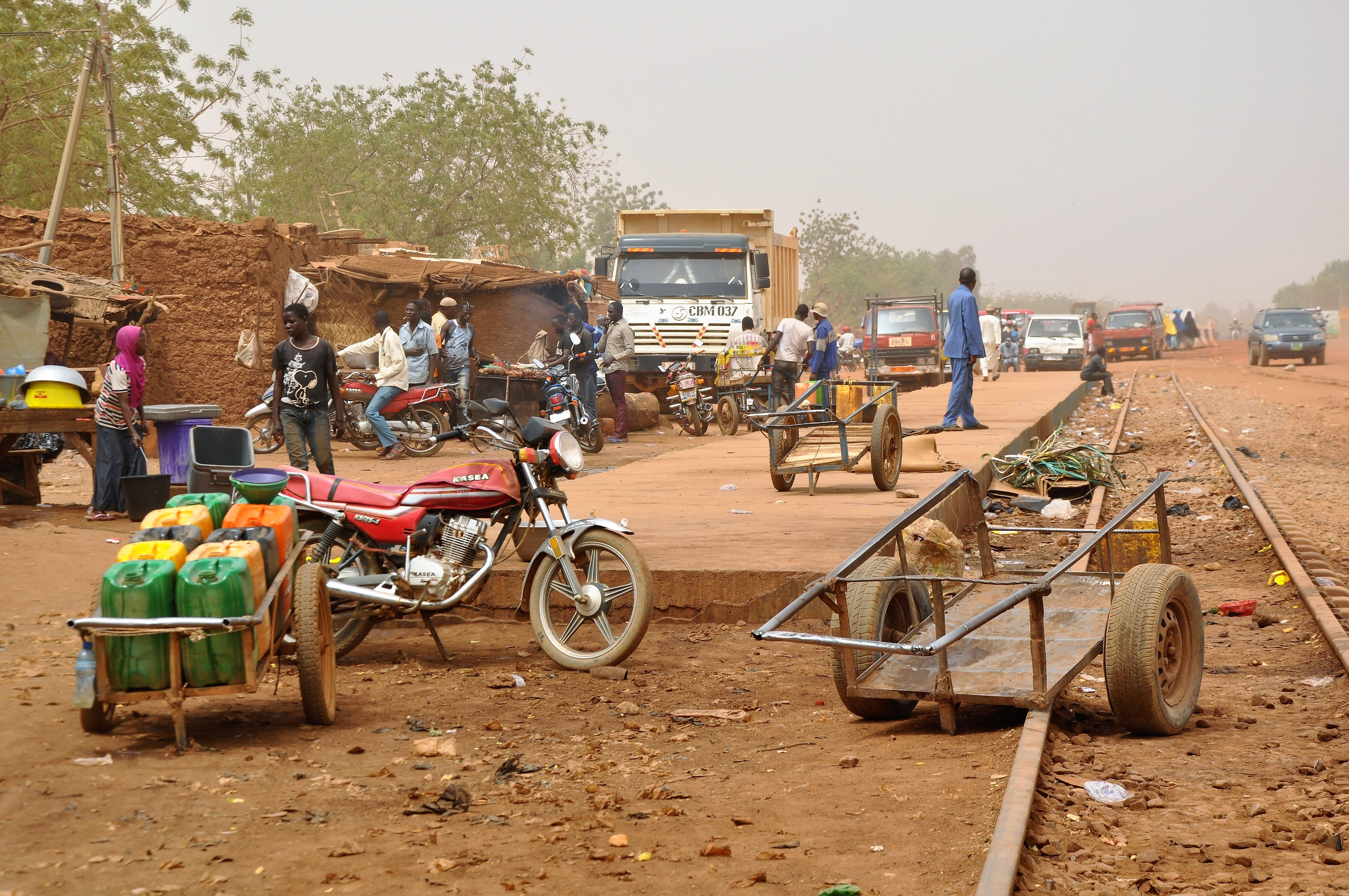
Haltepunkt Niamey Aéroport

Der Flughafen Niamey befindet sich im Südosten der Stadt im Arrondissement Niamey IV östlich des Stadtviertels Talladjé. Knapp vier Kilometer westlich des Flughafens fließt der Strom Niger. Das Stadtzentrum liegt etwa neun Kilometer entfernt.
Beim Flughafen verläuft die von Dosso kommende Nationalstraße 1 in Richtung der Innenstadt von Niamey. Der Transfer zum Stadtzentrum erfolgt rund um die Uhr mit Taxis und tagsüber mit einer öffentlichen Autobuslinie.
In der Nähe des Flughafens befindet sich der Haltepunkt Niamey Aéroport an der Bahnstrecke Niamey–Dosso, die allerdings nicht befahren wird.

## Geschichte
Der Flugplatz von Niamey wurde 1947 während der französischen Kolonialzeit errichtet. Bis 1963 war die einzige asphaltierte Straße in Niger jene zwischen dem Flugplatz und dem Präsidentenpalast im Stadtzentrum. Im Betriebsjahr 1959 wurden 3263 Flugbewegungen, 33.658 Passagiere und 1980 Tonnen Fracht und Post verzeichnet. Nach der Unabhängigkeit Nigers 1960 brachen diese Zahlen ein: mit im Betriebsjahr 1962 nur noch 485 Flugbewegungen, 12.300 Passagieren und 651 Tonnen Fracht und Post.
Der spätere Premierminister Amadou Cheiffou war von 1970 bis 1975 Kommandant des Flughafens. In seiner jetzigen Form besteht der Flughafen seit den 1970er Jahren. Am 18. Februar 1972 wurde der neue Terminal des Aéroport International de Niamey eröffnet. Die jährlichen Passagierzahlen stiegen nun von 22.151 im Jahr 1972 auf 101.165 im Jahr 1973 an, die Fracht und Post von 1327 auf 6770 Tonnen. Von 1976 bis 1979 war der spätere Verteidigungs- und Verkehrsminister Ousmane Oubandawaki als Kommandant des Flughafens tätig. Ein vorläufiger Höhepunkt bei den Passagierzahlen wurde im Betriebsjahr 1982 mit 203.463 Personen erreicht. Von 1988 bis 2004 überschritten die jährlichen Passagierzahlen nie mehr die 100.000-Grenze. In Niger machte sich eine schwere Wirtschaftskrise bemerkbar, die Anfang der 1990er Jahre ihren Höhepunkt erreichte. Die 1966 gegründete nationale Fluggesellschaft Air Niger musste 1993 ihren Betrieb einstellen.
Staatspräsident Ibrahim Baré Maïnassara benannte den Aéroport International de Niamey per Dekret vom 22. Dezember 1996 in Aéroport International Diori Hamani um. Hamani Diori war der 1989 verstorbene und von 1960 bis zu seinem Sturz 1974 regierende erste Staatspräsident Nigers. Baré Maïnassara selbst wurde am 9. April 1999 bei einem Militärputsch am Flughafen getötet. Ab Mitte der 2000er Jahre verbesserten sich die Betriebszahlen des Flughafens wieder. Im Betriebsjahr 2009 wurden 5647 Flugbewegungen, 154.460 Passagiere und 3430 Tonnen Fracht und Post registriert. Linienflüge ab Niamey wurden Anfang 2015 von knapp einem Dutzend Luftgesellschaften angeboten. Die meisten, mit Ausnahme der Verbindungen nach Paris-Charles-de-Gaulle, hatten innerafrikanische Destinationen.
Zwischen 2016 und 2021 war der militärische Bereich die letzte vorgeschobene Einsatzbasis einer Transall C-160 der deutschen Luftwaffe, die hier eine MedEvac-Maschine vorhielt.

## Anlage und Infrastruktur
Das Flughafengelände hat eine Fläche von 900 Hektar. Der Flughafen hat zwei Start- und Landebahnen: eine 3000 mal 45 Meter große Piste mit Asphaltbelag und eine 1620 mal 40 Meter große Piste mit Lateritbelag. Er wird auch militärisch genutzt und ist Sitz der nigrischen Luftstreitkräfte.
Der Flughafen hat nur ein Terminal. Es gibt zwei Parkplätze, einen kostenlosen und einen kostenpflichtigen direkt beim Terminal. Mehrere Autoverleiher haben Agenturen am Flughafen. In der Haupthalle und der Flughalle gibt es mehrere Bars und Restaurants. Am Flughafengelände befinden sich mehrere Boutiquen, Kioske und Duty-free-Shops. Außerdem hat der Flughafen einen VIP-Bereich.

## Zwischenfälle

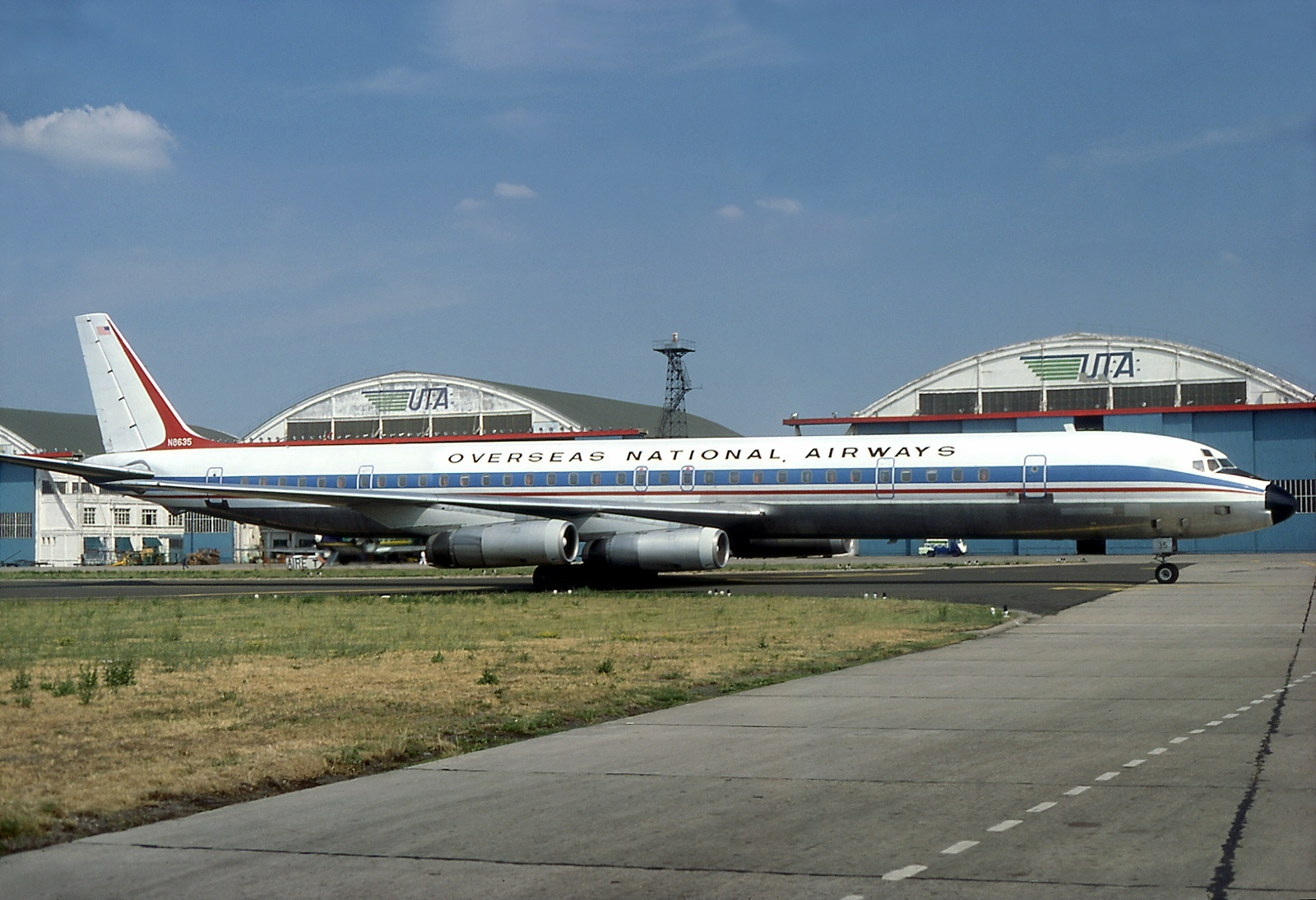
McDonnell Douglas DC-8-63CF N8635 der Overseas National Airways (1976)

- Am 30. April 1947 wurde eine Amiot AAC.1 (Junkers Ju 52) der Air France (Luftfahrzeugkennzeichen F-BBYG) auf dem Flughafen Niamey irreparabel beschädigt. Über Personenschäden oder weitere Einzelheiten ist nichts bekannt.[18]

- Am 4. März 1977 stürzte die McDonnell Douglas DC-8-63CF N8635 der Overseas National Airways im Anflug kurz vor der Landebahn ab. Dabei starben zwei der vier Crewmitglieder, die den Frachtflug von Paris nach Niamey durchgeführt hatten (siehe auch Flugunfall einer Douglas DC-8 der Overseas National Airways in Niamey).[19]

- Am 25. Oktober 1993 entführten vier Männer einen Airbus A310-222 der Nigeria Airways, der mit 149 Menschen an Bord von Lagos nach Abuja unterwegs war, und zwangen ihn in Niamey zur Zwischenlandung. Sie verlangten den Rücktritt der Regierung Nigerias und Treibstoff für einen Weiterflug nach Frankfurt. Am 28. Oktober stürmten die nigrischen Streitkräfte das Flugzeug, als noch 20 Geiseln an Bord waren, und nahmen die Entführer fest. Bei der Befreiungsaktion starb der Kopilot.[20]

- Am 16. April 1997 stürzte die Lockheed C-130H Hercules 5U-MBD der nigrischen Streitkräfte mit zwei brennenden Triebwerken beim Landeanflug in rund zehn Kilometer Entfernung vom Flughafen ab. Alle 14 Personen an Bord starben.[21]

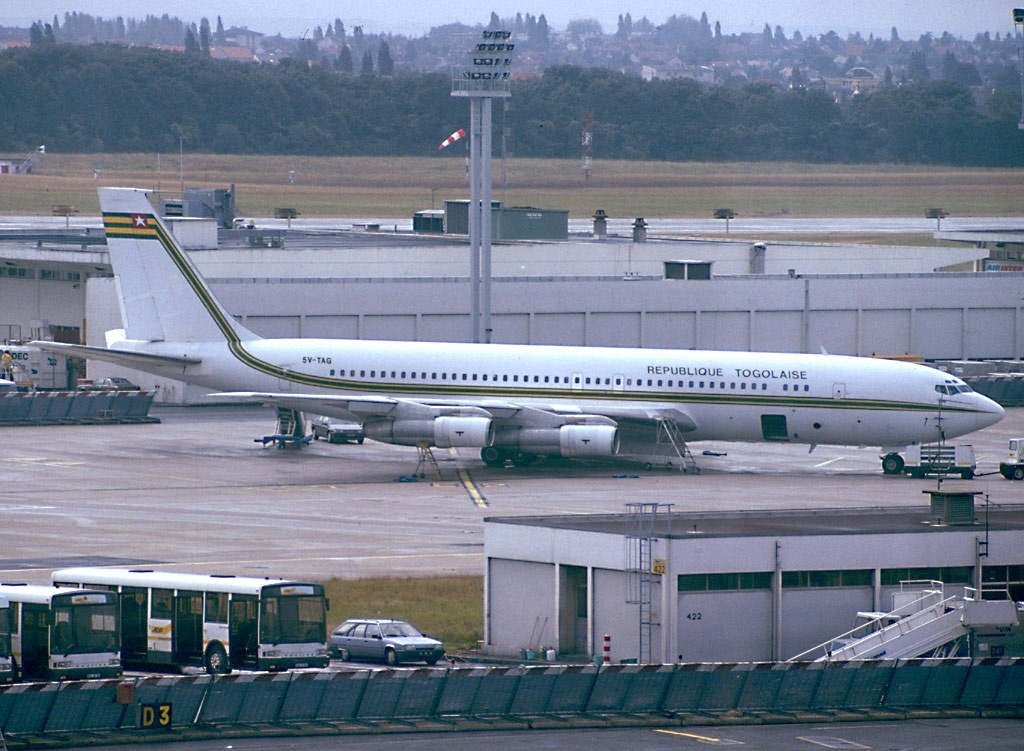
Boeing 707-312B 5V-TAG der Republik Togo (1993)

- Am 21. September 2000 musste das Präsidentenflugzeug von Togo, die Boeing 707-312B 5V-TAG, am Flughafen Niamey notlanden, nachdem ein Feuer im Cockpit ausgebrochen war. Nach der „Bauchlandung“ brannte das Flugzeug aus. Die acht Passagiere und zwei Crewmitglieder konnten gerettet werden. Der Unfall soll durch einen Kurzschluss verursacht worden sein.[22]
- Am 26. Dezember 2022 starben drei nigrische Soldaten, als ihr Militärhubschrauber bei der Landung abstürzte.[23]